# Gotha (Floryda)
Gotha – jednostka osadnicza w Stanach Zjednoczonych, w stanie Floryda, w hrabstwie Orange.